# Константиновка (Успенський район)
Константи́новка (каз. Константиновка) — село у складі Успенського району Павлодарської області Казахстану. Адміністративний центр Рівнопольського сільського округу.
Населення — 1105 осіб (2021; 1097 у 2009, 1880 у 1999, 3576 у 1989).
Національний склад станом на 1989 рік:
- німці — 77 %